# رولز-رویس آربی۱۶۲
رولز-رویس آربی۱۶۲ (به انگلیسی: Rolls-Royce RB162) یک موتور هواگرد ساختِ کارخانهٔ رولز-رویس لیمیتد در کشور بریتانیا است.